# Leichtathletik-Balkan-Meisterschaften 2022
Die 75. Leichtathletik-Balkan-Meisterschaften fanden vom 18. bis 19. Juni 2022 im rumänischen Craiova statt, das damit erstmals Ausrichter der Balkan-Meisterschaften war.

## Ergebnisse Männer

### 100 m
| Platz | Athlet                | Land | Zeit (s) |
| ----- | --------------------- | ---- | -------- |
| 1     | Kayhan Özer           | TUR  | 10,31    |
| 2     | Ioannis Nyfandopoulos | GRC  | 10,37    |
| 3     | Ertan Özkan           | TUR  | 10,44    |
| 4     | Konstantinos Zikos    | GRC  | 10,50    |
| 5     | Slawi Mutafow         | BUL  | 10,51    |
| 6     | Aleksa Kijanović      | SRB  | 10,53    |
| 7     | Stavros Avgoustinou   | CYP  | 10,68    |
| 8     | Matevž Šuštaršič      | SVN  | 10,72    |

Finale: 18. Juni
Wind: −0,4 m/s

### 200 m
| Platz | Athlet              | Land | Zeit (s) |
| ----- | ------------------- | ---- | -------- |
| 1     | Boško Kijanović     | SRB  | 20,94    |
| 2     | Blessing Afrifah    | ISR  | 20,98    |
| 3     | Panagiotis Trivyzas | GRC  | 21,05    |
| 4     | Marian Tănase       | ROU  | 21,17    |
| 5     | Stanislaw Kowalenko | UKR  | 21,23    |
| 6     | Karlo Marciuš       | CRO  | 21,27    |
| 7     | Franko Burraj       | ALB  | 21,30    |
| 8     | Nikolaos Empeoglou  | GRC  | 21,32    |

19. Juni
Zusammenfassung der besten acht aus den drei Zeitläufen. Der Wind war in allen Rennen regelkonform.

### 400 m
| Platz | Athlet              | Land | Zeit (s) |
| ----- | ------------------- | ---- | -------- |
| 1     | Mihai Dringo        | ROU  | 45,79    |
| 2     | Oleksandr Pohorilko | UKR  | 45,86 PB |
| 3     | Boško Kijanović     | SRB  | 45,98    |
| 4     | Robert Parge        | ROU  | 46,36    |
| 5     | Rok Ferlan          | SVN  | 46,41    |
| 6     | Jakov Vuković       | CRO  | 46,64    |
| 7     | Danylo Danylenko    | UKR  | 46,86    |
| 8     | Franko Burraj       | ALB  | 46,90    |

18. Juni
Zusammenfassung der besten acht aus den zwei Zeitläufen.

### 800 m
| Platz | Athlet            | Land | Zeit (min) |
| ----- | ----------------- | ---- | ---------- |
| 1     | Jan Vukovič       | SVN  | 1:47,94    |
| 2     | Christos Kotitsas | GRC  | 1:48,36    |
| 3     | Salih Teksöz      | TUR  | 1:48,51 PB |
| 4     | Stavros Spyrou    | CYP  | 1:48,70    |
| 5     | Marino Bloudek    | CRO  | 1:48,80    |
| 6     | Jewhen Kusnjezow  | UKR  | 1:48,92    |
| 7     | Cristian Voicu    | ROU  | 1:49,53    |
| 8     | Charalambos Lagos | GRC  | 1:50,22    |

19. Juni
Zusammenfassung der besten acht aus den zwei Zeitläufen.

### 1500 m
| Platz | Athlet                  | Land | Zeit (min) |
| ----- | ----------------------- | ---- | ---------- |
| 1     | Jerwand Mkrttschjan     | ARM  | 3:41,89 NR |
| 2     | Marino Bloudek          | CRO  | 3:42,55 PB |
| 3     | Kevin Kamenschak        | AUT  | 3:43,03    |
| 4     | Marcel Tobler           | AUT  | 3:44,72    |
| 5     | Ramazan Barbaros        | TUR  | 3:45,25    |
| 6     | Abdurrahman Gediklioğlu | TUR  | 3:46,20    |
| 7     | Ruslan Naumow           | UKR  | 3:46,38    |
| 8     | Oleksandr Honskyj       | UKR  | 3:46,66    |

18. Juni

### 3000 m
| Platz | Athlet           | Land | Zeit (min) |
| ----- | ---------------- | ---- | ---------- |
| 1     | Ramazan Barbaros | TUR  | 8:12,60    |
| 2     | Dino Bošnjak     | CRO  | 8:13,69    |
| 3     | Ömer Amaçtan     | TUR  | 8:14,40    |
| 4     | Dorin Rusu       | ROU  | 8:20,71    |
| 5     | Tomislav Novosel | CRO  | 8:22,36    |
| 6     | Andrei Ștefana   | ROU  | 8:33,11    |
|       | Uroš Gutić       | BIH  | DNF        |

18. Juni

### 5000 m
| Platz | Athlet             | Land | Zeit (min)  |
| ----- | ------------------ | ---- | ----------- |
| 1     | Dino Bošnjak       | CRO  | 13:50,85    |
| 2     | Dario Ivanovski    | MKD  | 13:56,59    |
| 3     | Sezgin Ataç        | TUR  | 13:58,76    |
| 4     | Sebastian Frey     | AUT  | 13:59,32    |
| 5     | Andrij Atamanjuk   | UKR  | 14:03,41    |
| 6     | Ayetullah Aslanhan | TUR  | 14:05,98    |
| 7     | Illja Kunin        | UKR  | 14:11,91 PB |
| 8     | Marios Anagnostou  | GRC  | 14:18,47    |

19. Juni

### 110 m Hürden
| Platz | Athlet           | Land | Zeit (s) |
| ----- | ---------------- | ---- | -------- |
| 1     | Mikdat Sevler    | TUR  | 13,80    |
| 2     | Luka Trgovčević  | SRB  | 14,00    |
| 3     | Alin Anton       | ROU  | 14,17    |
| 4     | Lukas Cik        | CRO  | 14,36    |
| 5     | Dobromir Nikolow | BUL  | 14,64    |
| 6     | Spencer Brown    | CRO  | 14,66    |
| 7     | Michail Kiafas   | GRC  | 14,70    |
| 8     | Durjon Idrizaj   | ALB  | 15,69 PB |

19. Juni
Zusammenfassung der besten acht aus den zwei Zeitläufen. Der Wind war in beiden Läufen regelkonform

### 400 m Hürden
| Platz | Athlet                  | Land | Zeit (s) |
| ----- | ----------------------- | ---- | -------- |
| 1     | Niklas Strohmayer-Dangl | AUT  | 50,72    |
| 2     | Stjepan Jan Cik         | CRO  | 51,06    |
| 3     | Adam Yakobi             | ISR  | 51,56    |
| 4     | Leo Köhldorfer          | AUT  | 51,87    |
| 5     | Dimitris Levantinos     | GRC  | 51,94    |
| 6     | Nikola Kostić           | SRB  | 52,46    |
| 7     | Cristin Eșanu           | MDA  | 52,66 PB |
| 8     | Anastasios Vasiliou     | CYP  | 53,80    |

18. Juni

### 3000 m Hindernis
| Platz | Athlet             | Land | Zeit (min) |
| ----- | ------------------ | ---- | ---------- |
| 1     | Hilal Yego         | TUR  | 8:43,24    |
| 2     | Bruno Belčić       | CRO  | 8:57,03    |
| 3     | Giorgos Stamoulis  | GRC  | 9:00,39    |
| 4     | Tobias Rattinger   | AUT  | 9:02,59    |
| 5     | Cătălin Atănăsoaei | ROU  | 9:05,96    |
| 6     | Belmin Mrkanović   | BIH  | 9:06,51    |
| 7     | Mihai Cochior      | ROU  | 9:11,36 PB |
| 8     | Bernhard Neumann   | AUT  | 9:16,25    |

19. Juni

### 4 × 100 m Staffel
| Platz | Land                    | Athleten                                                                          | Zeit (s) |
| ----- | ----------------------- | --------------------------------------------------------------------------------- | -------- |
| 1     | Rumänien                | Petre Rezmiveş Alin Anton Ionuț Neagoe Marian Tănase                              | 39,50    |
| 2     | Serbien                 | Strahinja Jovančević Boško Kijanović Stefan Kaljuš Aleksa Kijanović               | 39,85    |
| 3     | Griechenland            | Konstantinos Zikos Nikolaos Ebeoglou Panagiotis Trivyzas Vasilios Mirianthopoulos | 39,86    |
| 4     | Ukraine                 | Oleksandr Sosnowenko Andrej Wassyljew Stanislaw Kowalenko Wassyl Makuch           | 39,95    |
| 5     | Israel                  | Amit Rutman Blessing Afrifah Aviv Koffler Ishay Ifraimov                          | 40,11    |
| 6     | Türkei                  | Ertan Özkan Emre Göktürk Kayhan Özer Özgür Beydemir                               | 40,44    |
| 7     | Bosnien und Herzegowina | Nuredin Zekan Hajrudin Vejzović Edhem Vikalo Egon Savić                           | 41,22    |

18. Juni

### 4 × 400 m Staffel
| Platz | Land         | Athleten                                                                          | Zeit (min) |
| ----- | ------------ | --------------------------------------------------------------------------------- | ---------- |
| 1     | Ukraine      | Oleksij Posdnjakow Danylo Danylenko Mykyta Barabanow Oleksandr Pohorilko          | 3:05,96    |
| 2     | Türkei       | Oğuzhan Kaya Oğuz Akgül Salih Teksöz Kubilay Ençü                                 | 3:08,48    |
| 3     | Slowenien    | Jure Grkman Lovro Mesec Košir Gregor Grahovac Rok Ferlan                          | 3:08,96    |
| 4     | Rumänien     | Mihai Dringo Constantin Andonii Denis Dobrică Adrian Bondoc                       | 3:10,19    |
|       | Griechenland | Dimitris Levantinos Giorgos Lampropoulos Michail Pappas Spiridon-Ilias Doukatelis | DNF        |

19. Juni

### Hochsprung
| Platz | Athlet                | Land | Höhe (m) |
| ----- | --------------------- | ---- | -------- |
| 1     | Tichomir Iwanow       | BUL  | 2,21     |
| 2     | Wadym Krawtschuk      | UKR  | 2,21     |
| 3     | Andonis Merlos        | GRC  | 2,18     |
| 4     | Vasilios Konstantinou | CYP  | 2,18     |
| 5     | Yonathan Kapitolnik   | ISR  | 2,15     |
| 6     | Lionel Afan Strasser  | AUT  | 2,10     |
| 7     | Martin Mlinarić       | CRO  | 2,10     |
| 8     | Marko Šuković         | BIH  | 2,05     |

18. Juni

### Stabhochsprung
| Platz | Athlet              | Land | Höhe (m) |
| ----- | ------------------- | ---- | -------- |
| 1     | Robert Renner       | SVN  | 5,61     |
| 2     | Ivan Horvat         | CRO  | 5,30     |
| 3     | Petros Hatziou      | GRC  | 5,30     |
| 4     | Ivan Paravac        | CRO  | 5,20     |
| 5     | Ewgeni Enew         | BUL  | 5,10     |
| 6     | Nikandros Stylianou | CYP  | 5,10     |
| 7     | Christos Tamanis    | CYP  | 5,00     |
| 8     | Lev Skorish         | ISR  | 4,80     |

19. Juni

### Weitsprung
| Platz | Athlet                      | Land | Weite (m) |
| ----- | --------------------------- | ---- | --------- |
| 1     | Gabriel Bitan               | ROU  | 8,07      |
| 2     | Valentin Toboc              | ROU  | 8,03 PB   |
| 3     | Filip Pravdica              | CRO  | 8,00      |
| 4     | Serhij Nykyforow            | UKR  | 7,90      |
| 5     | Strahinja Jovančević        | SRB  | 7,74      |
| 6     | Panagiotis Mantzourogiannis | GRC  | 7,62      |
| 7     | Boschidar Sarabojukow       | BUL  | 7,59      |
| 8     | Nino Celec                  | SVN  | 7,51      |

18. Juni

### Dreisprung
| Platz | Athlet                 | Land | Weite (m) |
| ----- | ---------------------- | ---- | --------- |
| 1     | Nikolaos Andrikopoulos | GRC  | 16,29     |
| 2     | Artem Konowalenko      | UKR  | 16,04     |
| 3     | Andreas Pantazis       | GRC  | 16,00     |
| 4     | Batuhan Çakır          | TUR  | 15,91 PB  |
| 5     | Jan Luxa               | SVN  | 15,86     |
| 6     | Răzvan Grecu           | ROU  | 15,62     |
| 7     | Latschesar Waltschew   | BUL  | 15,53     |
| 8     | Martin Totschew        | BUL  | 15,46     |

19. Juni

### Kugelstoßen
| Platz | Athlet                | Land | Weite (m) |
| ----- | --------------------- | ---- | --------- |
| 1     | Andrei Toader         | ROU  | 20,75     |
| 2     | Alperen Karahan       | TUR  | 20,20     |
| 3     | Giorgi Mudscharidse   | GEO  | 19,76     |
| 4     | Tomaš Đurović         | MNE  | 19,67     |
| 5     | Anastasios Latifllari | GRC  | 19,21     |
| 6     | Odysseas Mouzenidis   | GRC  | 19,01     |
| 7     | Osman Can Özdeveci    | TUR  | 18,66     |
| 8     | Artem Lewtschenko     | UKR  | 17,85     |

18. Juni

### Diskuswurf
| Platz | Athlet                | Land | Weite (m) |
| ----- | --------------------- | ---- | --------- |
| 1     | Alin Firfirică        | ROU  | 64,95     |
| 2     | Mykyta Nesterenko     | UKR  | 61,67     |
| 3     | Apostolos Parellis    | CYP  | 61,58     |
| 4     | Danijel Furtula       | MNE  | 61,33     |
| 5     | Martin Marković       | CRO  | 61,25     |
| 6     | Ömer Şahin            | TUR  | 59,66     |
| 7     | Christoforos Genethli | CYP  | 57,90     |
| 8     | Temuri Abulaschwili   | GEO  | 57,24     |

19. Juni

### Hammerwurf
| Platz | Athlet                 | Land | Weite (m) |
| ----- | ---------------------- | ---- | --------- |
| 1     | Mychajlo Hawryljuk     | UKR  | 75,49     |
| 2     | Serghei Marghiev       | MDA  | 75,24     |
| 3     | Özkan Baltacı          | TUR  | 74,24     |
| 4     | Matija Gregurić        | CRO  | 72,86     |
| 5     | Ivan Menglebei         | GRC  | 72,32     |
| 6     | Alexandros Poursanidis | CYP  | 70,70     |
| 7     | Hlib Piskunow          | UKR  | 70,66     |
| 8     | Walentin Andreew       | BUL  | 69,49     |

18. Juni

### Speerwurf
| Platz | Athlet           | Land | Weite (m) |
| ----- | ---------------- | ---- | --------- |
| 1     | Alexandru Novac  | ROU  | 83,01     |
| 2     | Dimitris Tsitsos | GRC  | 77,51     |
| 3     | Denis Both       | ROU  | 76,47     |
| 4     | Dejan Mileusnić  | BIH  | 73,67     |
| 5     | Vedran Samac     | SRB  | 73,41     |
| 6     | Arno Marković    | CRO  | 65,73     |
| 7     | Jurij Kuschniruk | UKR  | 65,57     |
| 8     | Mark Slawow      | BUL  | 59,57     |

19. Juni

### Zehnkampf
| Platz | Athlet                   | Land | Punkte  |
| ----- | ------------------------ | ---- | ------- |
| 1     | Aris-Nikolaos Peristeris | GRC  | 7887 PB |
| 2     | Ariel Atias              | ISR  | 7163    |
| 3     | Dragan Pešić             | MNE  | 7010    |
|       | Darko Pešić              | MNE  | DNF     |

18./19. Juni

## Ergebnisse Frauen

### 100 m
| Platz | Athletin                      | Land | Zeit (s) |
| ----- | ----------------------------- | ---- | -------- |
| 1     | Diana Vaisman                 | ISR  | 11,34    |
| 2     | Rafaela Spanoudaki-Chatziriga | GRC  | 11,53    |
| 3     | Milana Tirnanić               | SRB  | 11,70    |
| 4     | Magdalena Lindner             | AUT  | 11,73    |
| 5     | Ivana Ilić                    | SRB  | 11,83    |
| 6     | Marina Andreea Baboi          | ROU  | 11,86    |
| 7     | Nikol Andonowa                | BUL  | 11,87    |
| 8     | Eden Finkelstein              | ISR  | 11,90    |

Finale: 18. Juni
Wind: −0,7 m/s

### 200 m
| Platz | Athletin                      | Land | Zeit (s) |
| ----- | ----------------------------- | ---- | -------- |
| 1     | Rafaela Spanoudaki-Chatziriga | GRC  | 23,55    |
| 2     | Olivia Fotopoulou             | CYP  | 23,62    |
| 3     | Magdalena Lindner             | AUT  | 24,11    |
| 4     | Veronika Drljačić             | CRO  | 24,30    |
| 5     | Nikol Andonowa                | BUL  | 24,36    |
| 6     | Marina Andreea Baboi          | ROU  | 24,44    |
| 7     | Tamara Milutinović            | SRB  | 24,60    |
| 8     | Olena Radjuk-Kutschuk         | UKR  | 24,72    |

19. Juni
Zusammenfassung der besten acht aus den zwei Zeitläufen. Der Wind war in allen Rennen regelkonform.

### 400 m
| Platz | Athletin             | Land | Zeit (s) |
| ----- | -------------------- | ---- | -------- |
| 1     | Susanne Walli        | AUT  | 52,49    |
| 2     | Büşra Yıldırım       | TUR  | 52,88    |
| 3     | Mirela Lavric        | ROU  | 53,20    |
| 4     | Andriana Ferra       | GRC  | 53,56    |
| 5     | Veronika Drljačić    | CRO  | 53,86    |
| 6     | Aleksandra Pešić     | SRB  | 54,55    |
| 7     | Dewa-Marija Dragiewa | BUL  | 54,61    |
| 8     | Nevin İnce           | TUR  | 56,27    |

18. Juni
Zusammenfassung der besten acht aus den zwei Zeitläufen.

### 800 m
| Platz | Athletin            | Land | Zeit (min) |
| ----- | ------------------- | ---- | ---------- |
| 1     | Claudia Bobocea     | ROU  | 2:01,84    |
| 2     | Anita Horvat        | SVN  | 2:02,05    |
| 3     | Ekaterina Guliyev   | TUR  | 2:02,38    |
| 4     | Jerneja Smonkar     | SVN  | 2:03,55    |
| 5     | Tuğba Toptaş        | TUR  | 2:04,84    |
| 6     | Jelena Gajić        | BIH  | 2:06,01    |
| 7     | Caroline Bredlinger | AUT  | 2:06,49    |
| 8     | Nina Vuković        | CRO  | 2:06,87 PB |

18. Juni
Zusammenfassung der besten acht aus den zwei Zeitläufen.

### 1500 m
| Platz | Athletin           | Land | Zeit (min) |
| ----- | ------------------ | ---- | ---------- |
| 1     | Şilan Ayyıldız     | TUR  | 4:17,27    |
| 2     | Maria Florea       | ROU  | 4:17,81    |
| 3     | Lenuța Simiuc      | ROU  | 4:18,17    |
| 4     | Karawan Halabi     | ISR  | 4:18,92 PB |
| 5     | Sivan Auerbach     | ISR  | 4:22,96    |
| 6     | Gresa Bakraçi      | KOS  | 4:23,87    |
| 7     | Klara Andrijašević | CRO  | 4:24,38    |
| 8     | Şevval Özdoğan     | TUR  | 4:24,39    |

19. Juni

### 3000 m
| Platz | Athletin            | Land | Zeit (min) |
| ----- | ------------------- | ---- | ---------- |
| 1     | Emine Hatun Mechaal | TUR  | 9:30,97    |
| 2     | Fatma Arık          | TUR  | 9:33,10    |
| 3     | Gresa Bakraçi       | KOS  | 9:33,74    |
| 4     | Dewora Awramowa     | BUL  | 9:34,86    |
| 5     | Anastasia Marinakou | GRC  | 9:35,76    |
| 6     | Mădălina Sîrbu      | ROU  | 9:38,70    |
| 7     | Marinela Ninewa     | BUL  | 9:48,77    |
| 8     | Rut Vasile          | ROU  | 9:49,10    |

18. Juni

### 5000 m
| Platz | Athletin            | Land | Zeit (min)     |
| ----- | ------------------- | ---- | -------------- |
| 1     | Luiza Gega          | ALB  | 15:16,47 CR NR |
| 2     | Yayla Günen         | TUR  | 15:55,24       |
| 3     | Thalia Charalambous | CYP  | 16:27,44       |
| 4     | Fatma Arık          | TUR  | 16:29,81 PB    |
| 5     | Dewora Awramowa     | BUL  | 16:33,41       |
| 6     | Marinela Ninewa     | BUL  | 16:42,97       |
| 7     | Adrijana Pop Arsova | MKD  | 16:50,89 NR    |
| 8     | Rut Vasile          | ROU  | 17:32,57       |

19. Juni

### 100 m Hürden
| Platz | Athletin             | Land | Zeit (s) |
| ----- | -------------------- | ---- | -------- |
| 1     | Anais Karagianni     | GRC  | 13,15 PB |
| 2     | Anja Lukić           | SRB  | 13,29    |
| 2     | Elisavet Pesiridou   | GRC  | 13,29    |
| 4     | Joni Tomičić Prezelj | SVN  | 13,53    |
| 5     | Anamaria Nesteriuc   | ROU  | 13,61    |
| 6     | Dafni Georgiou       | CYP  | 13,78    |
| 7     | Ivana Lončarek       | CRO  | 13,92    |
| 8     | Alexsandra Lokshin   | ISR  | 13,98    |

19. Juni
Zusammenfassung der besten acht aus den zwei Zeitläufen. Der Wind war in beiden Rennen regelkonform.

### 400 m Hürden
| Platz | Athletin        | Land | Zeit (s) |
| ----- | --------------- | ---- | -------- |
| 1     | Agata Zupin     | SVN  | 57,05    |
| 2     | Lena Pressler   | AUT  | 57,45    |
| 3     | Dimitra Gnafaki | GRC  | 57,50    |
| 4     | Klara Koščak    | CRO  | 58,21    |
| 5     | Maja Gajić      | SRB  | 58,24    |
| 6     | Aneja Simončič  | SVN  | 58,27    |
| 7     | Sanda Belgyan   | ROU  | 59,29    |
| 8     | Drita Islami    | MKD  | 59,58    |

18. Juni
Zusammenfassung der besten acht aus den zwei Zeitläufen.

### 3000 m Hindernis
| Platz | Athletin            | Land | Zeit (min)  |
| ----- | ------------------- | ---- | ----------- |
| 1     | Luiza Gega          | ALB  | 09:17,89 CR |
| 2     | Claudia Prisecaru   | ROU  | 09:51,26    |
| 3     | Ruken Tek           | TUR  | 09:51,48 PB |
| 4     | Lena Millonig       | AUT  | 09:57,47 PB |
| 5     | Karawan Halabi      | ISR  | 10:00,11    |
| 6     | Şevval Özdoğan      | TUR  | 10:02,92    |
| 7     | Andreea Stavila     | MDA  | 10:28,26 PB |
| 8     | Isavella Kotsachili | GRC  | 10:43,81    |

18. Juni

### 4 × 100 m Staffel
| Platz | Land         | Athletin                                                                     | Zeit (s) |
| ----- | ------------ | ---------------------------------------------------------------------------- | -------- |
| 1     | Griechenland | Dimitra Tsoukala Elisavet Pesiridou Alana Bern Rafaela Spanoudaki-Chatziriga | 44,56    |
| 2     | Österreich   | Johanna Plank Susanne Walli Viktoria Willhuber Magdalena Lindner             | 44,72    |
| 3     | Israel       | Nitzan Asas Diana Vaisman Alina Drutman Eden Finkelstein                     | 45,20    |
| 4     | Serbien      | Tamara Milutinović Ivana Ilić Tamara Vuletić Milana Tirnanić                 | 45,37    |
| 5     | Rumänien     | Dana Govoreanu Iulia Banaga Roxana Ene Marina Andreea Baboi                  | 45,87    |
| 6     | Kroatien     | Ivana Lončarek Veronika Drljačić Ida Šimunčić Margareta Risek                | 46,38    |

18. Juni

### 4 × 400 m Staffel
| Platz | Land         | Athletin                                                     | Zeit (min) |
| ----- | ------------ | ------------------------------------------------------------ | ---------- |
| 1     | Griechenland | Despina Mourta Maria-Myrta Argyrou Anna Kiafa Andriana Ferra | 3:34,29    |
| 2     | Kroatien     | Klara Koščak Nina Vuković Ida Šimunčić Veronika Drljačić     | 3:39,86    |
| 3     | Rumänien     | Rebeca Ciocan Lenuța Simiuc Sanda Belgyan Mirela Lavric      | 3:40,40    |
| 4     | Türkei       | Tuğba Toptaş Şilan Ayyıldız Ekaterina Guliyev Büşra Yıldırım | 3:42,42    |

19. Juni

### Hochsprung
| Platz | Athletin                  | Land | Höhe (m) |
| ----- | ------------------------- | ---- | -------- |
| 1     | Daniela Stanciu           | ROU  | 1,93     |
| 2     | Mirela Demirewa           | BUL  | 1,93     |
| 3     | Lia Apostolovski          | SVN  | 1,90     |
| 4     | Tatiana Gousin            | GRC  | 1,87     |
| 5     | Lara Omerzu               | SVN  | 1,80     |
| 5     | Buse Savaşkan             | TUR  | 1,80     |
| 7     | Eleftheria Christogeorgou | GRC  | 1,80     |
| 7     | Styliana Ioannidou        | CYP  | 1,80     |
| 7     | Zorana Rokavec            | SRB  | 1,80     |

19. Juni

### Stabhochsprung
| Platz | Athletin               | Land | Höhe (m) |
| ----- | ---------------------- | ---- | -------- |
| 1     | Nikoleta Kyriakopoulou | GRC  | 4,50     |
| 2     | Eleni-Klaoudia Polak   | GRC  | 4,50     |
| 3     | Buse Arıkazan          | TUR  | 4,30     |
| 4     | Lara Juriša            | CRO  | 4,05     |
| 5     | Andreea Drăgan         | ROU  | 3,70     |
| 6     | Valentina Necoară      | ROU  | 3,50     |
|       | Naama Bernstein        | ISR  | NMH      |

18. Juni

### Weitsprung
| Platz | Athletin           | Land | Weite (m) |
| ----- | ------------------ | ---- | --------- |
| 1     | Ivana Vuleta       | SRB  | 6,83 w    |
| 2     | Florentina Iușco   | ROU  | 6,55      |
| 3     | Filippa Fotopoulou | CYP  | 6,54 w    |
| 4     | Plamena Mitkowa    | BUL  | 6,51 w    |
| 5     | Vasiliki Chaitidou | GRC  | 6,34 w    |
| 6     | Ingeborg Grünwald  | AUT  | 6,25 w    |
| 7     | Maja Bedrač        | SVN  | 6,20 w    |
| 8     | Ramona Verman      | ROU  | 6,08      |

19. Juni

### Dreisprung
| Platz | Athletin            | Land | Weite (m) |
| ----- | ------------------- | ---- | --------- |
| 1     | Ivana Vuleta        | SRB  | 14,24     |
| 2     | Tuğba Danışmaz      | TUR  | 14,07     |
| 3     | Elena Taloș         | ROU  | 13,84     |
| 4     | Spyridoula Karydi   | GRC  | 13,82     |
| 5     | Marija Sinej        | UKR  | 13,77 PB  |
| 6     | Eva Pepelnak        | SVN  | 13,53     |
| 7     | Alexandra Natschewa | BUL  | 13,47     |
| 8     | Diana Ion           | ROU  | 12,20     |

18. Juni

### Kugelstoßen
| Platz | Athletin             | Land | Weite (m) |
| ----- | -------------------- | ---- | --------- |
| 1     | Olha Holodna         | UKR  | 16,78     |
| 2     | Sopo Schatirischwili | GEO  | 16,14     |
| 3     | Aysel Yılmaz         | TUR  | 15,76     |
| 4     | Maria Mangoulia      | GRC  | 14,76     |
| 5     | Gorana Tešanović     | BIH  | 13,59     |
| 6     | Ioana Țigănașu       | ROU  | 13,38     |

19. Juni

### Diskuswurf
| Platz | Athletin                  | Land | Weite (m) |
| ----- | ------------------------- | ---- | --------- |
| 1     | Dragana Tomašević         | SRB  | 58,16     |
| 2     | Chrysoula Anagnostopoulou | GRC  | 57,99     |
| 3     | Androniki Lada            | CYP  | 53,75     |
| 4     | Nurten Mermer             | TUR  | 53,60     |
| 5     | Estel Valeanu             | ISR  | 51,54     |
| 6     | Semra Türk                | TUR  | 50,98     |
| 7     | Hana Urankar              | SVN  | 50,94     |
| 8     | Natalija Semenowa         | UKR  | 50,14     |

18. Juni

### Hammerwurf
| Platz | Athletin            | Land | Weite (m) |
| ----- | ------------------- | ---- | --------- |
| 1     | Stamatia Skarvelis  | GRC  | 71,08     |
| 2     | Iryna Klymez        | UKR  | 70,41     |
| 3     | Zalina Marghieva    | MDA  | 68,66     |
| 4     | Aljona Schut        | UKR  | 65,94     |
| 5     | Ana Stanciu         | ROU  | 64,29     |
| 6     | Aleksandra Ivanović | SRB  | 62,31 PB  |
| 7     | Stavroula Kosmidou  | GRC  | 61,58     |
| 8     | Chrystalla Kyriakou | CYP  | 61,31     |

19. Juni

### Speerwurf
| Platz | Athletin        | Land | Weite (m) |
| ----- | --------------- | ---- | --------- |
| 1     | Adriana Vilagoš | SRB  | 60,51     |
| 2     | Hanna Hazko     | UKR  | 57,93     |
| 3     | Esra Türkmen    | TUR  | 57,14     |
| 4     | Erika Lukatsch  | UKR  | 52,65     |
| 5     | Patricia Madl   | AUT  | 51,38     |
| 6     | Ioana Plăvan    | ROU  | 50,26     |
| 7     | Denisa Mihalcea | ROU  | 44,61     |

18. Juni

### Siebenkampf
| Platz | Athletin                | Land | Punkte  |
| ----- | ----------------------- | ---- | ------- |
| 1     | Julija Loban            | UKR  | 5681    |
| 2     | Beatrice Puiu           | ROU  | 5311    |
| 3     | Sofia Yfandidou         | GRC  | 5218    |
| 4     | Paschalina Papadopoulou | GRC  | 5133    |
| 5     | Emma Matyus             | ROU  | 4993    |
| 6     | Ezgi Öz                 | TUR  | 4876 PB |
| 7     | Iwa Alexandrowa         | BUL  | 4508    |
| 8     | Wiwian Krastewa         | BUL  | 4395 PB |

18./19. Juni